# Indunil Janakaratne Kodithuwakku Kankanamalage
Indunil Janakaratne Kodithuwakku Kankanamalage (* 20. Juli 1966 in Sri Lanka) ist ein römisch-katholischer Geistlicher, Missionswissenschaftler und Kurienbeamter.

## Leben
Indunil Janakaratne Kodithuwakku Kankanamalage empfing am 16. Dezember 2000 das Sakrament der Priesterweihe und war als Seelsorger im Bistum Badulla in Sri Lanka tätig. Nach einem Doktoratsstudium an der Urbania wurde er zum Professor für Missionswissenschaften an der römischen Päpstlichen Universität Urbaniana berufen.
Papst Benedikt XVI. ernannte ihn am 12. Juni 2012 zum Untersekretär des Päpstlichen Rates für den Interreligiösen Dialog. 2014 wurde er von Papst Franziskus im Amt bestätigt.
Am 3. Juli 2019 ernannte ihn Papst Franziskus zum Sekretär des Rates für den Interreligiösen Dialog.